# Filmographie sur la guerre du Vietnam
La Filmographie sur la guerre du Viêt Nam désigne l'ensemble des représentations au cinéma et à la télévision sur ce conflit. 

## Introduction
La Guerre du Vietnam et ses répercussions sociétales ont été représentés au cinéma et à la télévision.
Les premiers films a traiter le sujet le font alors que le conflit n'est pas encore terminé et par la suite il seront très critiques à l'égard de l'engagement américain, tout en faisant évoluer le genre du film de guerre à travers ses personnages et situation vivant toute l'horreur de ce conflit.

## Filmographie

### Cinéma
- 1964 : Commando au Viet-nam, de Marshall Thompson
- 1968 :  Les Bérets verts de Ray Kellogg et John Wayne
- 1969 :  Hail, Hero! de David Miller
- 1970 : 
  -  Hoa-Binh de Raoul Coutard
  -  O.K. de Michael Verhoeven
- 1971 : 
  -  Người tình không chân dung (vi) de Hoàng Vĩnh Lộc
  -  Chân trời tím (vi) de Lê Hoàng Hoa
- 1972 :  Vĩ tuyến 17 ngày và đêm (vi) de Hải Ninh
- 1978 : 
  -  Retour (Coming Home) d'Hal Ashby
  -  Le Merdier (Go Tell the Spartans) de Ted Post
  -   Voyage au bout de l'enfer de Michael Cimino
  -   Les Boys de la compagnie C (The Boys in Company C) de Sidney J. Furie
- 1979 : 
  -  Apocalypse Now de Francis Ford Coppola
  -  Cánh đồng hoang de Nguyễn Hồng Sến (vi)
- 1980 :  Héros d'apocalypse (L'ultimo cacciatore) d'Antonio Margheriti
- 1982 :
  -  Rambo de Ted Kotcheff
  -  Ván bài lật ngửa (vi) de Lê Hoàng Hoa
- 1984 : 
  - Au cœur de l'enfer de Sidney J. Furie
  - La Déchirure de Roland Joffé
- 1985 :   Coordonnées de mort (Координаты смерти) de Samvel Gasparov et Nguyễn Xuân Chân
- 1986 :  Platoon d'Oliver Stone
- 1987 : 
  -  L'Enfer du devoir L. Travis Clark et Steve Duncan
  -   Full Metal Jacket de Stanley Kubrick
  -  Good Morning, Vietnam de Barry Levinson
  -  Hamburger Hill de John Irvin
- 1989 : 
  -  Né un 4 juillet d'Oliver Stone
  -  Le Syndicat du crime 3 (英雄本色3-夕陽之歌) de Tsui Hark
  -  Outrages (Casualties of War en anglais) de Brian De Palma
- 1991 :  Le Vol de l'Intruder (Flight of the Intruder en anglais) de Stephen Coonts
- 1993 :  Entre Ciel et Terre d'Oliver Stone
- 1994 :  Forrest Gump de Robert Zemeckis
- 2002 :  Nous étions soldats de Randall Wallace
- 2007 :  Rescue Dawn de Werner Herzog
- 2017 :  Pentagon Papers de Steven Spielberg
- 2018 : ,  Point Man de Phil Blattenberger
- 2019 :  Danger Close: The Battle of Long Tan de Kriv Stenders
- 2020 :  Da 5 Bloods : Frères de sang de Spike Lee
- 2022 :  The Greatest Beer Run Ever de Peter Farrelly
- 2025 :  Primitive War de Luke Sparke

### Télévision

#### Série
- 1987 : L'Enfer du devoir de L. Travis Clark et Steve Duncan

#### Documentaire
- 2025 : Blow Up épisode Face à l'Histoire : Guerre du Vietnam.